# 金融商品詐欺
金融商品詐欺（きんゆうしょうひんさぎ）は、価値が全くない未公開株や高価な物品等について嘘の情報を教えて、購入すればもうかると信じ込ませ、その購入代金として金銭等をだまし取る（脅し取る）特殊詐欺の手口の一つである。
投資詐欺（とうしさぎ）とも言われる。なお、本項目は、多くの官公庁などに記載されている注意呼びかけを集約したものが主体である。

## 詐欺手法
- 価値の無い、あるいは架空の未公開株を不当に高額で売却し、行方をくらます。
- 実際に存在する知名度の高い会社の未公開株を一般的な評価額の何倍もの価格で販売する。
- 陳腐な投資セミナーを、高額の授業料や講習料で勧誘する。
- 違法な勧誘で出資を募る詐欺。
- 実態の無い会社の株式を不当に高額で売却する。
- 実態の無い会社の社債を「高利回り」などと宣伝して購入させて最終的に償還しないで逃げる[2]。
- 利益が出ていない、あるいは、赤字の会社や実質債務超過の未公開会社の株式を不当に高額で売却する。
- 競馬、競艇、競輪、オートレースなどをあたかも投資と銘打って、不当に高額の予想情報、あるいは架空の八百長情報を売却する。→ギャンブル詐欺
- 水資源の権利[3][4]。→原野商法
- CO2（二酸化炭素）排出権への投資を持ち掛け高額の現金を騙し取る[5]。
- 投資会社の社員を名乗って何度も電話をかけ、株式の名義変更の手数料名目で多額現金を振り込ませ騙し取る。特殊詐欺の一種ともされる[6]。
- パチスロ機を購入しレンタルさせることで収益の一部が高配当で受けられると称して勧誘し、投資した金だけ騙し取り、会社を計画倒産させる[7]。
- 2024年1月より開始された新しいNISAにかこつけてSNS等に著名人等を詐称したネット広告を掲載し、当該広告を閲覧した者に虚偽の著名人SNSアカウント経由で投資グループに勧誘した上で、『顧問料』等の名目で銀行振込・暗号通貨等で金銭を振込ませて詐取する[8]。→なりすまし広告(SNS型投資詐欺)

## 被害額上位の事件一覧
| 名称                                  | 商材                                     | 被害者数  | 被害額   | 摘発/破綻時期 |
| ------------------------------------- | ---------------------------------------- | --------- | -------- | ------------- |
| 大和都市管財                          | 抵当証券                                 | 1万7000人 | 1100億円 | 2001年11月    |
| 投資ジャーナル                        | 株式                                     | 8000人    | 580億円  | 1985年        |
| キングダム・トラスト・ニューヨーク    | 新規公開株投資                           | 800人     | 300億円  | 2006年3月     |
| ジェスティオン・プリヴェ・ジャポン    | 海外のプライベートバンクを使った資産運用 | 1600人    | 320億円  | 2005年7月     |
| アイディ ジャパンサクセスジャパン     | 未公開株                                 | 数千人    | 200億円  | 2009年        |
| イー・マーケティング                  | 未公開株                                 | 1000人    | 150億円  | 2009年        |
| エフ・エー・シー                      | 外国為替証拠金取引（FX）                 | 8000人    | 135億円  | -             |
| エイワン・コミュニケーションズ        | 株式投資代行                             | 2800人    | 130億円  | 2006年        |
| エンジェルファンドネットワーク（AFN） | 融資仲介                                 | 500人     | 103億円  | 2000年        |
| オレンジ共済組合                      | 共済組合内の社内預金                     | 2700人    | 96億円   | 1996年        |
| 夢大陸                                | 架空の外国債                             | 400人     | 67億円   | 2011年1月15日 |
| 保全経済会                            | 匿名組合出資金                           | 15万人    | 44億円   | 1953年        |
| ワールドインベストメント（キャスト）  | 未公開株                                 | -         | 33億円   | 2007年        |
| ぎょうせい詐欺事件（みずほ銀行）      | 未公開株                                 | -         | 12億円   | 2015年        |